# Evangelický kostel (Uhříněves)
Evangelický kostel, nazývaný také Husova kaple, v pražské městské části Uhříněves pochází z 20. let 20. století. Vznikl podle návrhu pražského architekta Josefa Blechy.
Od roku 1962 se v něm konají pravidelná ekumenická shromáždění.

## Historie
Základní kámen stavby byl položen 1. července 1923, dne 7. září 1924 byl kostel slavnostně otevřen. Významným přelomem v životě sboru se stal rok 1962 – tehdy byla zahájena tradice pravidelných ekumenických shromáždění, především s římskokatolickou církví.
Koncem 70. let proběhla rekonstrukce kostela a sborových prostor. Opravený kostel byl otevřen 14. října 1984, návrh jeho interiéru je dílem architektky Marie Jiříčkové.
Kostel je využíván jak k bohoslužbám, tak jako dějiště kulturních akcí, např. koncertů.